# 佐東由梨
佐東 由梨（さとう ゆり、1967年12月24日 - ）は、日本の元歌手。北海道札幌市出身。かつての所属は田辺エージェンシー。日出女子学園高等学校卒業。

## 経歴
- 1982年のミス・セブンティーンコンテストで優勝し、同年11月21日にCBS・ソニー（現：ソニー・ミュージックレーベルズ）から「どうして?!」でレコードデビュー。キャッチフレーズは「つきあってくれる？」
- ドムドムハンバーガーやミツカンのCMにも出演。1984年に引退している。
- ミス・セブンティーンコンテストの時はロングヘアだったが、デビュー前に髪をバッサリ切り、ボーイッシュなベリーショートの髪型になった。しかし、当時のアイドルは聖子ちゃんカットが主流で（小泉今日子もショートカットにする前で聖子ちゃんカットだった）、受け入れられなかったことも人気が伸び悩む原因となってしまったと言われている。その後は再び髪を伸ばし、結果的にラストシングルとなった「春めき少女」の時には聖子ちゃんカットになっている。

## シングル
1. どうして?!（作詞 松本隆、作曲 筒美京平、編曲 大村雅朗）（1982年11月21日）
c/w やさしくしてね　オリコン最高順位154位
2. ロンリー・ガール（作詞 松本隆、作曲 筒美京平、編曲 大村雅朗）（1983年4月1日）
c/w いかないで　オリコン最高順位186位
3. ハート・ウォッシャー（作詞 下田逸郎、作曲・編曲 甲斐正人）（1983年7月21日）
c/w 天の川
4. 春めき少女（作詞 橋本淳、作曲 林哲司、編曲 後藤次利）（1983年12月3日）
c/w 哀愁Boy

- シングルはオリコン100位以内に入ったことはなく、アルバムも発売されていなかったが、『アイドル・ミラクルバイブルシリーズ　沢田冨美子・佐東由梨・沢田玉恵』ですべての楽曲がCD化される。
- 2025年に松本隆が書いたエッセイで、筒美京平とのコンビ曲の中で「頑張って作ったがオリコン100位圏外だった歌手」として、「1982年デビュー」「（名字の頭文字が）さ行」「ショートカット」「シングル4曲で引退」した女性歌手の曲を振り返っている。文中に実名は出していないが『どうして?!』の曲名と『ロンリー・ガール』の曲名と歌詞を文中に引用しており、佐東のことである[1]。

「ロンリー・ガール」のカバー
- 1997年にラッパーのECDが、「ロンリー・ガール」とマーヴィン・ゲイの「Sexual Healing」をサンプリングした「ECDのロンリー・ガール」を発表。2005年に加藤ミリヤがそのアンサーソングとして「ディア ロンリーガール」を発表している。2023年におかゆが「おかゆウタ カバーソングス3」でカバーしている。